# Giorgi Dzocenidze
Giorgi Dzocenidze (gruz. გიორგი სამსონის ძე ძოწენიძე, ur. 10 lutego?/23 lutego 1910 w Kutaisi, zm. 5 maja 1976 w Tbilisi) – radziecki i gruziński polityk i naukowiec, przewodniczący Prezydium Rady Najwyższej Gruzińskiej SRR w latach 1959–1976.
W 1929 ukończył studia na uniwersytecie w Tbilisi, w latach 1933–1934 docent i kierownik zakładu mineralogii i geologii Instytutu Pedagogicznego w Kutaisi, od 1934 docent na Uniwersytecie w Tbilisi, później dziekan, 1951–1955 akademik-sekretarz Akademii Nauk Gruzińskiej SRR, 1955–1958 wiceprezydent Akademii Nauk Gruzińskiej SRR, 1958–1959 rektor Państwowego Uniwersytetu w Tbilisi. Od 1950 w partii bolszewickiej. Od 18 kwietnia 1959 do 26 stycznia 1976 przewodniczący Prezydium Rady Najwyższej Gruzińskiej SRR. W latach 1959–1975 członek Biura Politycznego KC Komunistycznej Partii Gruzji, 1961–1976 członek Centralnej Komisji Rewizyjnej KPZR. Deputowany do Rady Najwyższej ZSRR od 5 do 8 kadencji.

## Odznaczenia i nagrody
- Nagroda Stalinowska (1950)
- Order Lenina (dwukrotnie)
- Order Czerwonego Sztandaru Pracy
- Nagroda Leninowska (1972)